# Лиterraтура
Лиterraтура — сетевое издание, посвящённое современной литературе на русском языке. Основано в апреле 2014 года. Периодичность — два раза в месяц. Журнал публикует поэзию, прозу, драматургию, нон-фикшн, критику, фантастику, переводы. Создатель и главный редактор (с 2014 по 2019) — Андроник Романов. С июня 2019 — главный редактор Наталья Полякова.
Состав редколлегии: Роман Рубанов (отдел поэзии), Анна Русс (отдел поэзии), Юрий Серебрянский (отдел прозы), Евгения Декина (отдел прозы), Наталья Якушина (отдел драматургии), Кристина Кармалита (отдел драматургии), Иван Гобзев (отдел фантастики), Павел Пономарёв (отдел нон-фикшн), Ольга Девш (отдел критики). Колумнисты: литературовед Николай Подосокорский, литературовед Ольга Балла-Гертман, журналист Арсений Гончуков, поэтесса Анна Аркатова, поэт Михаил Квадратов, писатель Валерий Бочков и другие. С 2014 по 2019 в редакторский состав журнала входили Борис Кутенков (критика), Мария Малиновская (поэзия), Платон Беседин (проза), Данила Давыдов (критика), Евгения Джен Баранова (нон-фикшн), Родион Белецкий (драматургия), Полина Клюкина (проза), Владимир Зуев (драматургия), Александр Тюжин (драматургия), Ника Арника (драматургия) и др.
В разное время в журнале публиковались Алексей Парщиков, Виктор Соснора, Виктор Кривулин, Елена Шварц, Дмитрий Александрович Пригов, Борис Рыжий, Анна Горенко, Кирилл Ковальджи, Вениамин Блаженный, Арсений Тарковский, Лев Лосев, Евгений Рейн, Александр Кушнер, Михаил Эпштейн, Михаил Айзенберг, Сергей Гандлевский, Бахыт Кенжеев, Геннадий Айги, Тимур Кибиров, Генрих Сапгир, Дмитрий Кузьмин, Андрей Тавров, Инна Лиснянская, Вера Павлова, Юрий Арабов и другие.
В интервью газете «Литературная Россия» Андроник Романов сообщил, что «Лиterraтура» — это классический литературный журнал, стремящийся охватить массовую аудиторию, он не представляет интересы никаких групп, партий или организаций.

## Критики о журнале
Чуть ли единственное место, где регулярно обозреваются толстые литературные журналы (читать что «Знамя», что «Октябрь» или «Новый мир» подряд утомительно, но некоторые публикации заслуживают всяческого внимания), а также поэзия и детская литература. Обзоры текущих новинок Сергея Оробия, хоть и крайне лаконичные, едва не ли самые разносторонние и полезные в интернете.

Галина Юзефович, интернет-издание «Meduza».

Журнал „Лиterraтура“ появился совсем недавно, в апреле 2014, и за это время успел получить признание профессиональных литераторов, привлечь внимание читателей (посещаемость сайта — порядка 10 000 просмотров в неделю по состоянию на февраль 2015-го, что для узкоспециализированного некоммерческого сайта неплохой показатель). <…> Еженедельно публикуется четыре новых рассказа, несколько стихотворных подборок, публицистические заметки, критические статьи, обзоры книжных новинок и литературных мероприятий. В пересчёте на полиграфический формат это около 250 полос в неделю. Редкий толстый журнал сейчас может похвастаться таким объёмом.

Дарья Грицаенко, журнал «Сетевая словесность». 

Вопреки сомнительному названию, вполне достойный электронный журнал. Здесь можно прочитать ревизию западной академической литературы, свежие стихи непоследних российских поэтов или опрос критиков по поводу нового соотношения сил между романами и сериалами.

Владимир Гуга, писатель, обозреватель портала «Год Литературы».

Журнал «Лиterraтура» существует почти десять лет. Первого февраля 2023 года увидел свет его 203-й номер. За эти годы на его «площадке» увидели свет произведения сотен авторов – как начинающих, так и маститых. «Лиterraтура» – журнал разноплановый, но обладающий четкой структурой. На сегодняшний день он состоит из разделов: «Поэзия», «Проза», «Драматургия», «Нон-фикшн», «Критика», «Фантастика», «Переводы», «Актуальное» (события, интервью и пр.). 

Журнал «афишаDaily».
Публикации «Лиterraтуры» регулярно освещаются на страницах «Нового мира» его главным редактором Андреем Василевским, а также «Годом литературы» и «Независимой газетой» и др.